# 1,3,5-トリオキサン
1,3,5-トリオキサン (1,3,5-trioxane) は有機化合物の一種で、炭素と酸素が3個ずつ環状に並んだ構造を持つアセタールである。別名としてメタホルムアルデヒド (metaformaldehyde) とも呼ばれる通り、3分子のホルムアルデヒドが酸の作用により結合してできる化合物である。分子式は C3H6O3、クロロホルムのような臭いを持つ。
パラホルムアルデヒド (paraformaldehyde) と呼ばれることもあるが、この呼称は本来ポリマー（ポリオキシメチレン、POM、[−CH2O−]n、ポリアセタールの一種）を指すもので、パラアルデヒド（アセトアルデヒドの3量体、C6H12O3）との混同による誤用である。

## 性質と用途
酸による 1,3,5-トリオキサンの生成は可逆反応であるため、酸性水溶液中では分解してホルムアルデヒドに戻る。ここからさらに重合させ、ポリオキシメチレンとされることもある。
有機合成においてホルムアルデヒドが必要な場合、それは気体であるため取り扱いが難しい。また、市販品の多くは水溶液（ホルマリン）であり、水を嫌う反応に用いることはできない。1,3,5-トリオキサンは安定で扱いやすく、無水のホルムアルデヒド等価体として利用できる。例えば、有機リチウム化合物と反応してリチウムアルコキシドを与える。
{\displaystyle {\ce {R-Li\ + 1/3 C3H6O3 -> R-CH2OLi}}}
“トリオキサン”の名称で野外で使う固形燃料として用いられる他、ヘキサメチレンテトラミン（ヘキサミン）と合わせて棒状に固めたものとしても固形燃料として用いられ、特に“エスビット”の製品名で製造・販売されているものが著名である。 